# Восьмое Березня (Сумская область)
Восьмое Березня (укр. Восьме Березня) — село в Чернетчинской сельской общине Ахтырского района Сумской области Украины.
Код КОАТУУ — 5920380802. Население по переписи 2001 года составляет 97 человек.

## Географическое положение
Село Восьмое Березня находится на левом берегу реки Хухра,
выше по течению примыкает село Бугроватое,
ниже по течению на расстоянии в 1 км расположено село Перемога.